# Cyclocephala batesi
Cyclocephala batesi är en skalbaggsart som beskrevs av Delgado-castillo och Castaneda 1994. Cyclocephala batesi ingår i släktet Cyclocephala och familjen Dynastidae. Inga underarter finns listade i Catalogue of Life.